# Chapel-en-le-Frith
Chapel-en-le-Frith – miasto w Anglii, w hrabstwie Derbyshire, w dystrykcie High Peak. Leży 54 km na północny zachód od miasta Derby i 236 km na północny zachód od Londynu. Miasto liczy 8821 mieszkańców.